# Михнівка (Хмельницький район)
Михні́вка — село в Україні,  у Теофіпольській селищній громаді Хмельницького району Хмельницької області. Населення становить 723 осіб. До 2020 року орган місцевого самоврядування — Михнівська сільська рада.

## Історія
Вперше згадується 7 липня 1562 року в Кременецьких актах про захоплення князем Костянтином Острозьким слуг, коней, корів, волів та іншого майна з Михнівського маєтку, який в той час належав Григорію Сенюті.
Станом на 1886 рік в колишньому державному селі Теофіпольської волості Старокостянтинівського повіту Волинської губернії мешкало 725 осіб, налічувалося 133 дворових господарства, існував постоялий будинок й водяний млин.
За переписом 1897 року кількість мешканців зросла до 1098 осіб (569 чоловічої статі та 529 — жіночої), з яких 1082 — православної віри.
7 (20) листопада 1917 року, відповідно до.Третього Універсалу Української Центральної Ради, увійшло до складу Української Народної Республіки.
12 червня 2020 року, відповідно до розпорядження Кабінету Міністрів України № 727-р «Про визначення адміністративних центрів та затвердження територій територіальних громад Хмельницької області», увійшло до складу Теофіпольської селищної громади.
19 липня 2020 року, в результаті адміністративно-територіальної реформи та ліквідації Теофіпольського району, село увійшло до складу Хмельницького району.

## Відомі люди
У селі народився польський історик Ян Марек Ґіжицький.